# هریپسیمه یپرمیان
هریپسیمه یپرمیان (ارمنی: Հռիփսիմե Եփրեմյան؛ 27 ژوئیه 1990) بازیکن فوتبال در پست مهاجم اهل ارمنستان است.

## باشگاهی
از باشگاه‌هایی که در آن بازی کرده‌است می‌توان به باشگاه فوتبال کالج اشاره کرد.

## تیم ملی
وی همچنین در تیم ملی فوتبال زنان ارمنستان بازی کرده‌است. 